# Franz Kaspar Hesselbach

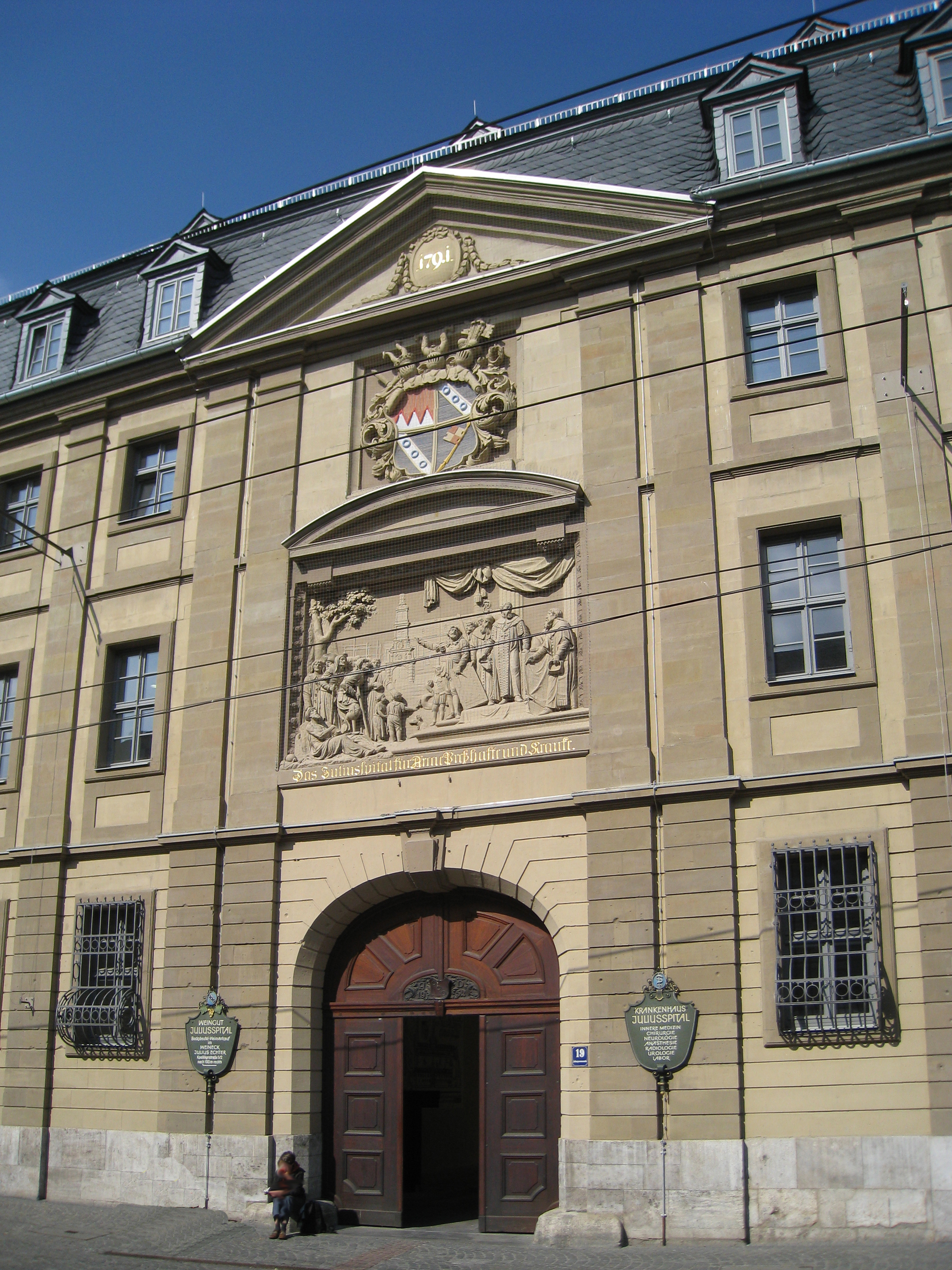
Juliusspital w Würzburgu

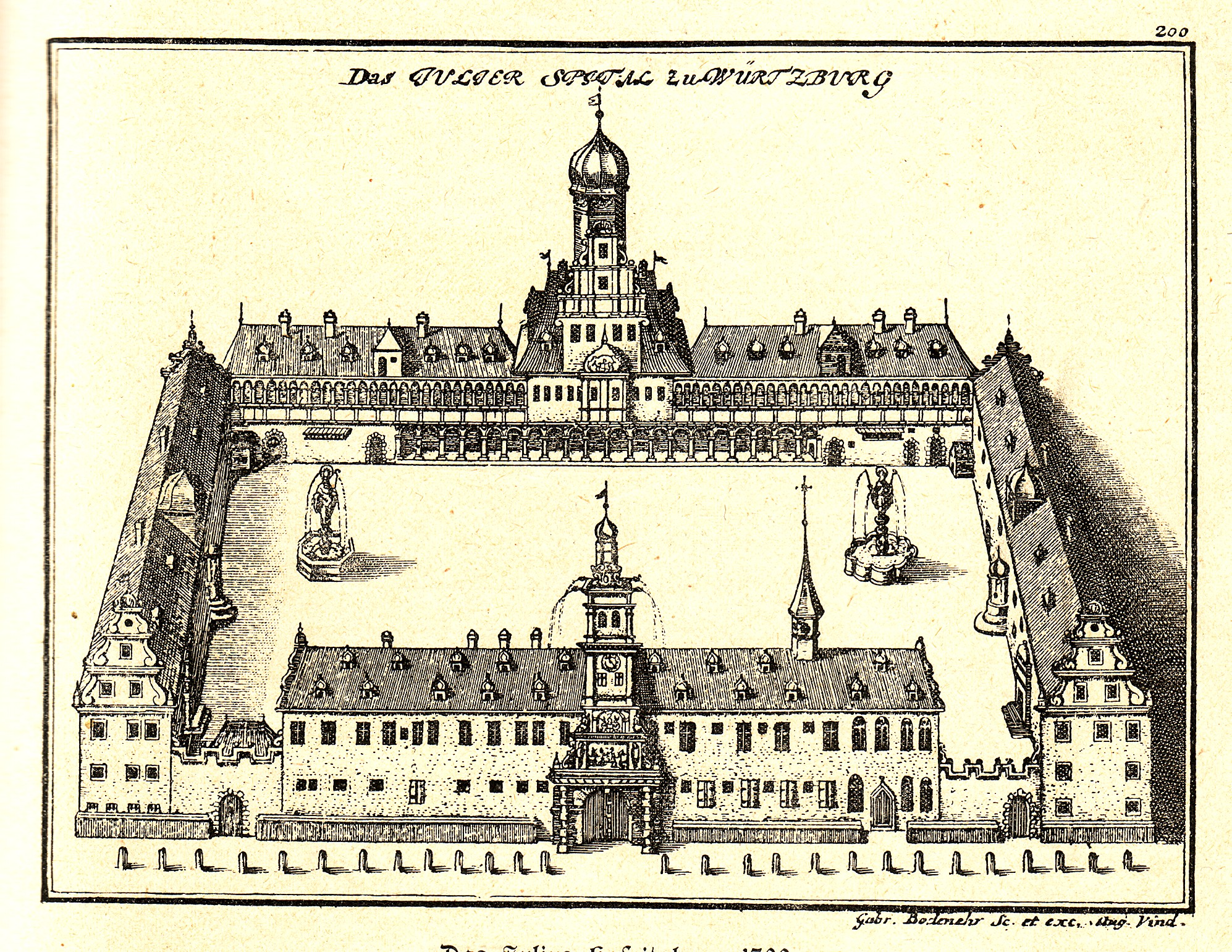
Juliusspital na starej litografiii

Franz Kaspar Hesselbach (Franz Caspar Hesselbach, ur. 27 stycznia 1759 w Hammelburgu; zm. 24 lipca 1816) – niemiecki anatom i chirurg działający w Würzburgu.

## Życiorys
Hesselbach urodził się 27 stycznia 1759 roku w Hammelburgu (Kreis Bad Kissingen, Dolna Frankonia, Bawaria), gdzie uczęszczał do gimnazjum. W roku 1778 rozpoczął studia na wydziale filozoficznym Uniwersytetu w Fuldzie. W Würzburgu studiował medycynę, początkowo jako prywatny uczeń Carla Caspara von Siebolda (chirurg i, od 1769 roku, profesor anatomii, chirurgii i ginekologii na uniwersytecie we Würzburgu, od 1776 naczelny chirurg [Oberwundarzt] w szpitalu Juliusza, założyciel i fundator instytutu anatomicznego).
Po ukończeniu studiów medycznych Hesselbach został asystentem chirurgicznym w szpitalu Fundacji Charytatywnej Juliusza we Würzburgu.
29 kwietnia 1789 uzyskał z rąk księcia Franciszka Ludwika, biskupa Würzburga, nominację na prosektora w Juliusspital. W uznaniu osiągnięć w rozbudowie instytutu anatomicznego i za publikacje z dziedziny anatomii i chirurgii Wydział Medyczny Uniwersytetu we Würzburgu nadał mu 14 maja 1807 roku tytuł doktora medycyny. Dzięki wysiłkowi Hesselbacha kolekcja preparatów anatomicznych instytutu anatomicznego liczyła w roku 1815-1816 1252 preparaty, z tego 553 w płynach konserwujących i 699 suche. W maju 1811 roku senat Wydziału Medycznego Uniwersytetu w Charkowie (Rosja) powołał go na stanowisko profesora anatomii, fizjologii i medycyny sądowej tamtejszego uniwersytetu, ale Hesselbach nie przyjął tej nominacji.
W roku 1795 opublikował artykuł opisujący zmodyfikowany skalpel do usuwania kamieni z pęcherza moczowego. W latach 1806 i 1816 opublikował prace o podstawach anatomicznych przepuklin pachwinowych. Opisane przez niego struktury anatomiczne noszą do dzisiaj jego imię (trójkąt Hesselbacha). W czasie choroby profesora chirurgii Markarda prowadził szkolenia z chirurgii, a po jego śmierci objął, do czasu przyjścia profesora Textora, funkcję naczelnego chirurga (Oberwundarzt) Szpitala Fundacji Juliusza we Würzburgu. Do uczniów Hesselbacha należy między innymi lekarz z Getyngi Konrad Johann Martin Langenbeck.

Hesselbach zmarł 24 lipca 1816 roku w wyniku zakażenia różycą.
Jego syn Adam Kaspar Hesselbach (1788-1856) był również lekarzem.

## Pisma (wybór)
- Wprowadzenie do wiedzy o sekcjonowaniu ciała ludzkiego (1805-1808).
- (Vollständige Anleitung zur Zergliederungskunde des menschlichen Körpers, 3 Hefte mit Kupfern 1805−1808).
- Anatomiczno-chirurgiczne podstawy powstania przepuklin pachwinowych (1806).
- (Anatomisch-chirurgische Abhandlung über den Ursprung der Leistenbrüche, mit Kupfern 1806).
- Najnowsze badania anatomo-patologiczne o powstawaniu i rozwoju przepuklin pachwinowych i udowych (1814).
- (Neueste anatomisch-pathologische Untersuchungen über den Ursprung und das Fortschreiten der Leisten- und Schenkelbrüche, mit 15 Kupfertafeln 1814).
- Opis i obraz nowego instrumentu do bezpiecznego odkrycia i zatrzymania groźnego krwawienia w trakcie operacji przepuklin (1815).
- (Beschreibung und Abbildung eines neuen Instrumentes zur sicheren Entdeckung und Stillung einer bei dem Bruchschnitte entstandenen gefährlichen Blutung, mit 2 Kupfern 1815).